# Douglas Hyde
Douglas Hyde (írül Dubhghlas de hÍde; Castlerea, 1860. január 17. – Dublin, 1949. július 12.) ír politikus, nyelvész, folklorista, költő, drámaíró. Az ír nemzeti ébredés 19–20. századfordulós korszakának egyik legsokoldalúbb alakja, 1938–1945 között a független Írország első elnöke.

## Élete

### Gyermekkora és ifjúsága
Roscommon megyében született, szüleinek egy Castlerea-ben tett rokonlátogatása során, de lakóhelyük a Sligo megyei Kilmactrannyben volt, ahol apja, Arthur Hyde a helyi protestáns iskola rektoraként dolgozott. Apja 1867-ben a Roscommon megyei Tibohine iskolájának vezetésére kapott megbízást, és a család a szomszédos Frenchparkba költözött. Douglas gyermekkorában sokat betegeskedett, így a családi házban részesült alapoktatásban, s itt tanult meg írül is a környék lakóitól. Később, egészsége megerősödvén, Dublinba került és beiratkozott a Trinity College-ba, ahol főként jogot hallgatott, de megtanult héberül, ógörögül, latinul, franciául és németül is. Idővel olyan szövetségek munkájához csatlakozott mint a Társaság Az Ír Nyelv Megőrzéséért (Society for the Preservation of the Irish Language), a Fiatal Írország Társaság (Young Ireland Society, itt kötött barátságot William Butler Yeatsszel), és a tankörtársa, Charles H. Oldham által alapított Kortárs Klub (Contemporary Club). A tanintézmény irodalmi és szavalókörének munkájában is részt vett, és ekkor írta első, ír nyelvű verseit An Craoibhín Aoibhinn álnéven. 1886-ban doktorált le jogtudományból a Trinity College-ban.
1893 októberében vette feleségül Annette Kurtzot. Felesége 1938-ban halt meg, de előzőleg, 1916-ban meg kellett érniük Nuala nevű leányuk halálát is.

### Tudományos és irodalmi tevékenysége
Hyde idővel egyre harcosabban lépett fel az ír nyelv egyenjogúsításának elismertetéséért és elfelejtett anyanyelvük használatára buzdította honfitársait. Úgy vélte, az ír kultúrát és identitást erősítené, ha az írek visszatérnének atyáik nyelvének használatához. Az 1880-as évek második felét folklorisztikai gyűjtésnek szentelte: vidéken járva lejegyezte az általa hallott népmeséket és más folklórműfajokat, és ezeket később ír és angol nyelven is kiadta (Leabhar Sgéuluigheachta, 1889; Beside the fire, 1890). 1890-től népköltészeti kincseket, főleg népdalszövegeket közreadó sorozata indult a The Nation, majd a Weekly Freeman című újságok hasábjain „Connacht dalai” címen. 1891-ben a kanadai Új-Brunswick egyetemén tanított modern nyelvészetet. Hazatértét követően, 1892-ben a Nemzeti Irodalmi Társaság (National Literary Society) elnökévé választották. November 25-én megtartott székfoglaló beszéde később nyomtatásban is megjelent és Hyde körének nemzeti programjává vált (On the necessity for de-Anglicising Ireland / Írország deanglicizálásának szükségességéről).
Az 1890-es években Hyde ír irodalomtörténettel foglalkozott, s megírta a téma első összefoglalásait is (The story of early Gaelic literature, 1895; A literary history of Ireland from earliest times to the present day, 1899). Munkáit heves kritika érte jeles ír akadémikusok – mint például John Pentland Mahaffy – részéről, mondván, hogy ez utóbbi könyvben foglaltak ellenére modern ír irodalom márpedig nem létezik, s az ír nyelv nem is alkalmas a kortárs irodalmi áramlatok befogadására. Hyde nem bocsátkozott végtelen elméleti vitákba, hanem Yeats ötlete alapján megírta első színpadi darabját Kötélfonás (Casadh an tSúgáin) címen. A művet 1901. október 21-én a dublini Gaiety Theatre-ben mutatták be, amely egyben az első ír nyelvű előadásként vonult be az ír színháztörténetbe. Az elkövetkezendő években több további színművet írt (The tinker and the fairy / An tinceur agus an tsidheóg, 1903; The lost saint / An naomh ar iarraidh, 1903; King James / Righ Seumas, 1904).
1905-ben Hyde a Dublini Egyetemen a modern ír nyelv első tanára lett, 1909-től 1932-es visszavonulásáig a tantárgy professzora volt. A nyarakat gyermekkori lakhelyén, a Gael Szövetség által megvásárolt és neki ajándékozott Frenchpark melletti Ratra-kúriában töltötte.

### Politikai tevékenysége
1893 júliusában Eoin MacNeill szervezőmunkája eredményeképpen megalakult a Gael Szövetség (Conradh na Gaeilge) nevű hazafias szervezet, amelynek elnöki tisztét Hyde-nak ajánlották fel (aki ezzel párhuzamosan lemondott a Nemzeti Irodalmi Társaság vezetéséről). Elnöki munkája során Hyde igyekezett a politikai perspektívát kirekeszteni a szövetség munkájából, s úgy vélte, társadalmi párbeszéd útján, az írek politikai önrendelkezésének kérdéseit megkerülve is elérhető a hőn áhított cél: az egyenjogú ír nyelv használatának elterjedése, a hagyományos ír kultúra, zene és tánc megbecsülése a szigetországban. 1905 és 1906 között a Gael Szövetség megbízásából hosszabb körutat tett az Amerikai Egyesült Államokban, hogy elnyerje az amerikai írek erkölcsi és anyagi támogatását az ír kultúra elismertetéséért folytatott harcban. Miután 1915-ben a Gael Szövetség radikális, az Ír Köztársasági Testvériséghez (Irish Republican Brotherhood) közel álló, forradalmi szárnya került túlsúlyba a szervezetben, amelynek bevallott célja egy Nagy-Britanniától független, ír nemzeti nyelvű köztársaság kikiáltása volt, Hyde lemondott elnöki tisztéről.
Noha a politikai élettől igyekezett távol tartani magát, 1925-ben mégis elfogadta a felkérést, és az ír szenátus felsőházába (Seanad Éireann) került, de még az év novemberében elveszítette mandátumát. 1938. június 25-én az Éamon de Valera által irányított kormányzat és a William Thomas Cosgrave által vezetett ellenzék közti egyezmény eredményeképpen Douglas Hyde a független Írország első köztársasági elnöke lett. 1940-ben egy agyvérzés következtében félig lebénult, de 1945. június 24-éig ellátta többnyire reprezentációs feladatokat magában foglaló hivatalát.

## Főbb művei
Irodalomtörténeti munkák
- The story of early Gaelic literature. London: Unwin. 1895.
- A literary history of Ireland from earliest times to the present day. London: Unwin. 1899.
- Irish poetry: An essay in Irish with translation in English and a vocabulary. Dublin: Society for the Preservation of the Irish Language. 1902.

Népköltészeti gyűjtemények
- Beside the fire: A collection of Irish Gaelic folk stories. London: Nutt. 1890.
- The love songs of Connacht. Dundrum: Dum Emer Press. 1904.
- The Three sorrows of storytelling I–III. Dublin: Talbot Press. 1939–1941.

Versei
- Úbhla de’n chraoibh. Áth Cliath: (kiadó nélkül). 1900.

Drámai művei
Az évszámok csak a nyomtatásban való megjelenés, és nem a keletkezés évét jelzik.
- Righ Seumas. Áth Cliath: (kiadó nélkül). 1904.
- Maistín an Bhéarla. Áth Cliath: (kiadó nélkül). 1913.
- An naomh ar iarraidh. Áth Cliath: (kiadó nélkül). 1934.
- An cleamhnas. Áth Cliath: (kiadó nélkül). 1934.
- Pleusgach na bulgóide. Áth Cliath: (kiadó nélkül). 1934.
- An tinceur agus an tsidheóg. Áth Cliath: (kiadó nélkül). 1934.
- Breith Chriosta. Áth Cliath: (kiadó nélkül). 1935.